# Landkreis Bad Doberan
Landkreis Bad Doberan var ett län (Landkreis) i det tyska förbundslandet Mecklenburg-Vorpommern.
Länet låg söder om Östersjön och staden Rostock, väster om länet Nordvorpommern, norr om länet Güstrow och öster om länet Nordwestmecklenburg. Huvudorten var Bad Doberan.
Under en distriktsreform i Mecklenburg-Vorpommern i september 2011 sammanlades distrikten Bad Doberan och Güstrow, som tillsammans bildar det nuvarande distriktet Rostock.   